# Cosmos (Japanse band)
Cosmos is een Japans muziekduo dat een vorm van avant-garde speelt.  De muziek die het duo maakt wordt tot  EAI gerekend. De twee leden zijn Sachiko M en Ami Yoshida.  Sachiko gebruikt een sinusgenerator, een lege sampler en een contactmicrofoon, Ami gebruikt haar stem als geluidsbron.

## Discografie
- split met Astro Twin (2002, Soundfactory)
- Tears (2002, Erstwhile Records) - live
- AMPLIFY 2002 : Balance (2004, Erstwhile Records)- box met 7 cds en 1 dvd, met o.a. live-opnames van Cosmos